# Robert Storr
Robert Storr (* 28. Dezember 1949 in Portland (Maine)) ist ein US-amerikanischer Kurator, Kunstkritiker und Maler.

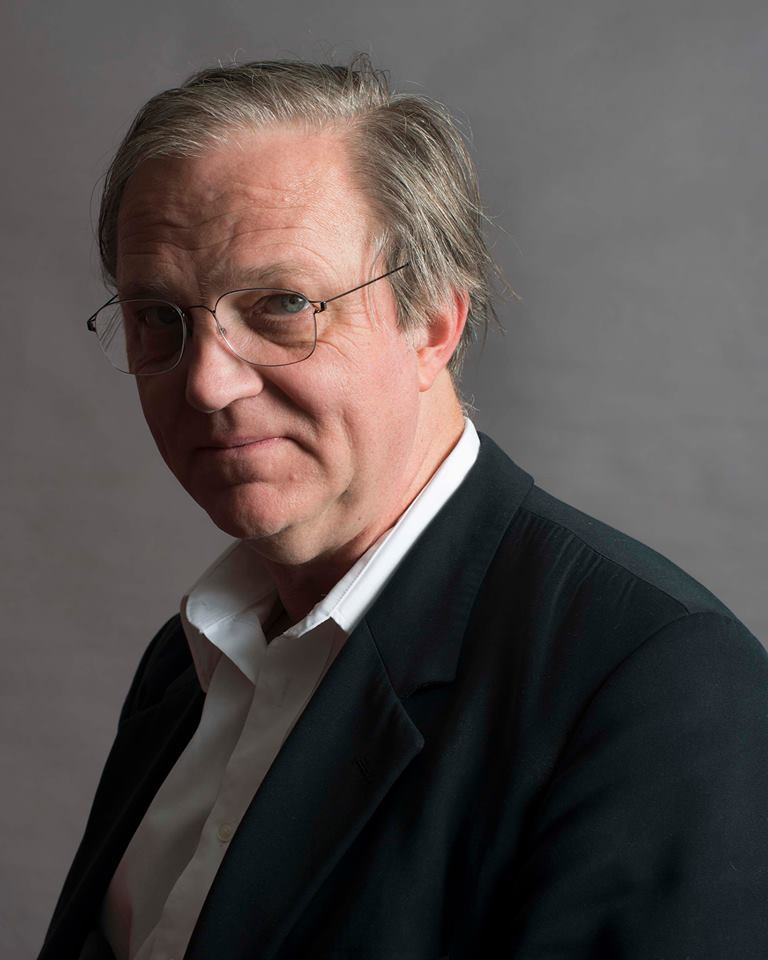
Robert Storr, Paris, 2013

## Leben
„Rob“ Storr wurde als Sohn von Richard J. Storr (1915–2011), einem Professor für Amerikanische Geschichte, geboren. Auch seine Mutter war Historikerin. Er wuchs vor allem in Chicago auf, wo sein Vater an der University of Chicago lehrte. Er studierte bis 1972 Geschichte und Französisch am Swarthmore College im US-Bundesstaat Pennsylvania. An der School of the Art Institute of Chicago erwarb er den Master of Fine Arts (M.F.A.) und wandte sich der realistischen Malerei zu. Er ist seit 1990 als Kurator und seit 2002 als Senior Curator in der Abteilung Malerei und Skulptur im Museum of Modern Art tätig.
2007 kuratierte Storr die zentrale Ausstellung der 52. Biennale von Venedig unter dem Titel Think with the Senses - Feel with the Mind (Denke mit den Sinnen – Fühle mit dem Verstand). Im Arsenale, dem türkischen Pavillon und  in den Giardini zeigte er Arbeiten von etwa 100 Künstlerinnen, Künstlern und Gruppen, darunter auch zahlreiche Installationen, die eigens für diese Biennale geschaffen wurden. Storr war der erste Amerikaner, der die Ausstellung, seit der Gründung 1895, leitete. Seine Künstlerauswahl wurde von der Presse wohlwollend aufgenommen.
Storr ist Verfasser zahlreicher Bücher und Kataloge, unter anderem über Gerhard Richter, Philip Guston, Alex Katz, Chuck Close und Louise Bourgeois.  Er schreibt unter anderem für die Zeitungen und Zeitschriften Art in America (seit 1981), Artforum, Parkett, Art Press (Paris), Frieze (London) und Corriere della Sera (Mailand). Ab 2002 war er der erste Rosalie Solow Professor für moderne Kunst am Institute of Fine Arts der New York University.

## Schriften (Auswahl)
- Gerhard Richter: October 18, 1977. Museum of Modern Art, New York, and Hatje Cantz 2000, ISBN 3-7757-0976-2
- Gerhard Richter: Forty Years of Painting. Zzdap Publishing 2002, ISBN 978-1-891024-37-5
- Gerhard Richter: Doubt and Belief in Painting. Museum of Modern Art, New York 2003, ISBN 978-0-87070-355-3
- Louise Bourgeois (Contemporary Artists). Phaidon Press 2003, ISBN 978-0-7148-4122-9
- Alex Katz (Contemporary Artists). Phaidon Press 2006, ISBN 978-0-7148-4407-7
- Intimate Geometries: The Art and Life of Louise Bourgeois. The Monacelli Press, New York 2016, ISBN 978-1-58093-363-6
- Philip Guston. A Life Spent Painting. Laurence King Publishing, London 2020, ISBN 1-78627-416-7